# 631
631 је била проста година.

## Догађаји
- Цар Ираклије поставља Кира, патријарха Александрије, са овлашћењем да делује као намесник (диоикесис) Египта. Почиње десетогодишњи прогон нехалкидонских хришћана Копта.
- Битка код Вогастисбурга: Словени под краљем Самом побеђују аустразијске Франке, у тродневној бици код Тренчина (савремена Словачка). Краљ Дагоберт I је приморан да се повуче; поклани су Франци са својим савезницима. Само напада Тирингију и предузима пљачкашке нападе.
- Краља Свинтила је после десетогодишње владавине свргнуо његов син Сисенанд, уз помоћ Дагоберта I. Визиготски племићи му нуде тањир од 500 фунти од чистог злата. Сисенанд постаје нови краљ Визиготског краљевства и проглашава свог оца тиранином због многих злочина.
- Саксонци (Северна Немачка) апелују на Дагоберта I, против годишњег данка (500 крава) који и даље плаћају.
- Краљ Едвин од Нортамбрије обнавља градске зидине Јорка, вероватно укључујући и зграду такозване Англијске куле .
- Азармидохт (кћи краља Хозроја II) наследила је своју сестру Борандухт, као монарх Персијског царства.
- Азармидохта је после неколико месеци владавине наследио Хозроје IV, који постаје нови владар (шах) Персије.
- Хормизд VI се проглашава краљем у Нисибису (Турска). Он заузима престо и владаће до 632. године.
- Цар Таи Зонг шаље изасланике у Ксуеиантуо, вазале источно-турског каганата, који носе злато и свилу како би издејствовали ослобађање поробљених кинеских заробљеника, који су заробљени током преласка са северне границе са Суи на династију Танг. Амбасада је успела да ослободи 80.000 мушкараца и жена, који су безбедно враћени у Кину.
- Венијамин I, коптски патријарх Александрије, бежи током прогона својих сухришћана и крије се у манастиру Светог Макарија (Горњи Египат).
- Ксуанзанг, кинески будистички монах, прелази реку Инд код Хунда и путује у Кашмир („Рај на земљи“) у северозападној Индији.